# Digboi
Digboi (en asamés: ডিগবৈ ) es una localidad de la India en el distrito de Tinsukia, estado de Assam.

## Geografía
Se encuentra a una altitud de 153 m s. n. m. a 503 km de la capital estatal, Dispur, en la zona horaria UTC +5:30.

## Demografía
Según estimación 2010 contaba con una población de 21 191 habitantes.